# Ögeltjärnen (Arnäs socken, Ångermanland)
Ögeltjärnen är en sjö i Örnsköldsviks kommun i Ångermanland och ingår i Gideälven-Idbyåns kustområde.